# بيل أوهارا
بيل أوهارا (بالإنجليزية: Bill O'Hara)‏ هو لاعب كرة قاعدة أمريكي، ولد في 14 أغسطس 1883 في تورونتو في كندا، وتوفي في 13 يونيو 1931 في جيرسي سيتي في الولايات المتحدة.

## وصلات خارجية
- بيل أوهارا على موقعبيزبول رفرنس.كوم (الدوري الرئيسي) (الإنجليزية)
- بيل أوهارا على موقعبيزبول رفرنس.كوم (الدوري الثانوي) (الإنجليزية)